# Matematica della relatività generale
La matematica della relatività generale comprende le strutture e le tecniche matematiche necessarie per lo studio e la formulazione della teoria della relatività generale di Albert Einstein. I principali strumenti utilizzati in questa teoria geometrica della gravitazione sono i campi tensoriali, definiti su una varietà lorentziana che rappresenta lo spaziotempo.Questa teoria si basa su concetti avanzati come il principio di covarianza generale, che stabilisce che le leggi della fisica devono avere la stessa forma in tutti i sistemi di riferimento. La relatività generale utilizza il linguaggio dei tensori per descrivere la curvatura dello spaziotempo e le interazioni gravitazionali.

## Il principio di covarianza generale e l'utilizzo dei tensori
Il principio di covarianza generale è uno dei fondamenti nello sviluppo della relatività generale e stabilisce che le leggi della fisica devono mantenere la stessa forma matematica in tutti i sistemi di riferimento. Sebbene l'espressione, covarianza generale, sia stata utilizzata nella prima formulazione della relatività generale, oggi si preferisce il termine covarianza del diffeomorfismo . Anche se quest'ultima non rappresenta l'aspetto centrale della relatività generale e ci sono ancora controversie riguardo al suo ruolo nella teoria, la proprietà di invarianza delle leggi fisiche implicata nel principio, insieme al carattere essenzialmente geometrico della teoria, che fa uso di geometria non euclidea, ha portato alla formulazione della relatività generale attraverso il linguaggio matematico dei tensori. La covarianza del diffeomorfismo implica che le equazioni fisiche devono essere valide indipendentemente dal sistema di coordinate utilizzato, riflettendo così la natura intrinsecamente geometrica dello spaziotempo. Questo approccio ha permesso di unificare la descrizione della gravità con la geometria, dando origine a una teoria che non solo descrive le interazioni gravitazionali, ma lo fa in modo tale da essere valida in qualsiasi contesto, sia esso inerziale o non inerziale.

## Spaziotempo come varietà differenziale
La maggior parte degli approcci moderni alla matematica della relatività generale inizia con la formalizzazione del concetto di varietà. In particolare, la descrizione geometrica della gravitazione avviene in una varietà lorentziana quadridimensionale, che è uniforme (smooth) e connessa.
Il fondamento logico per la scelta di una varietà come struttura matematica fondamentale risiede nella sua capacità di riflettere le proprietà fisiche desiderate. Nella teoria delle varietà, ogni punto è associato a un grafico di coordinate in modo univoco e può essere interpretato come una rappresentazione dello "spazio-tempo locale" attorno all'osservatore (rappresentato dal punto stesso). Il principio di covarianza di Lorentz locale stabilisce che le leggi della relatività speciale si conservano a livello locale in ogni punto dello spazio-tempo. Questo conferisce ulteriore supporto alla scelta di una struttura di varietà per rappresentare lo spazio-tempo, poiché, a livello locale attorno a un punto su una varietà generale, la regione si avvicina molto bene allo spazio di Minkowski (che è un modello bidimensionale dello spazio-tempo, con una dimensione per lo spazio e una per il tempo). Un'importante questione nella relatività generale è la possibilità di dichiarare che due spazi-tempi sono "equivalenti", almeno a livello locale. Questo problema ha radici nella teoria delle varietà, dove si determina se due varietà di Riemann della stessa dimensione siano localmente isometriche, ovvero "localmente identiche". Questa problematica è stata affrontata e il suo adattamento alla relatività generale è noto come algoritmo di Cartan-Karlhede. A partire da ogni punto di una varietà, è possibile costruire gli spazi tangenti e cotangenti alla varietà stessa.
Il concetto di grafici delle coordinate come "osservatori locali in grado di eseguire misurazioni nelle loro vicinanze" cattura efficacemente il senso fisico della situazione. Questo approccio rappresenta il modo in cui i dati fisici vengono raccolti a livello locale. In contesti cosmologici, un grafico di coordinate può estendersi su scale considerevoli. La distinzione tra strutture locali e globali è fondamentale, poiché le misurazioni in fisica sono tipicamente effettuate in regioni relativamente piccole dello spazio-tempo. Questa è una delle ragioni principali per cui si studia la struttura locale dello spazio-tempo nella relatività generale. Tuttavia, la determinazione della struttura globale dello spazio-tempo rimane cruciale, specialmente nei problemi cosmologici. 
Un'importante questione nella relatività generale è la possibilità di dichiarare che due spazi-tempi siano "equivalenti", almeno a livello locale. Questo problema affonda le radici nella teoria delle varietà, dove si analizza se due varietà di Riemann della stessa dimensione siano localmente isometriche, ovvero "localmente identiche". Questo problema è stato affrontato e il suo adattamento alla relatività generale è noto come algoritmo di Cartan-Karlhede. Questo algoritmo fornisce un metodo sistematico per confrontare le strutture locali degli spazi-tempi, contribuendo così a una comprensione più profonda delle loro proprietà geometriche e fisiche.

## Tensori nella relatività generale
(Viene usata la notazione astratta degli indici.)
Nella teoria della relatività, non esiste un sistema di riferimento privilegiato. La descrizione dei fenomeni fisici può avvenire rispetto a qualsiasi sistema di riferimento. Nella relatività ristretta, nessun sistema di riferimento inerziale è considerato privilegiato rispetto ad altri sistemi inerziali; tuttavia, questi ultimi godono di un certo privilegio rispetto ai sistemi non inerziali. Con la relatività generale, viene eliminato anche il privilegio dei sistemi inerziali, affermando che qualunque sistema di riferimento, sia esso inerziale o non inerziale, è adeguato per descrivere qualsiasi fenomeno fisico.
Ogni osservatore può effettuare misurazioni, e la quantità numerica esatta ottenuta dipende esclusivamente dal sistema di coordinate utilizzato. Questo ha portato a formulare la relatività attraverso "strutture invarianti", ovvero concetti che rimangono indipendenti dal sistema di coordinate scelto dall'osservatore. La struttura matematica più adatta per questo scopo è il tensore. Ad esempio, durante la misurazione del campo elettrico e magnetico generati da una carica in accelerazione, i valori dei campi variano a seconda del sistema di coordinate utilizzato. Tuttavia, i campi esistono indipendentemente dai loro valori specifici e possono quindi essere rappresentati dal tensore elettromagnetico.
Matematicamente, i tensori sono operatori lineari generalizzati, noti come mappe multilineari. Vengono studiati attraverso i concetti dell'algebra lineare.
A partire da ogni punto{\displaystyle \,p} di una varietà, si possono costruire gli spazi tangenti e cotangenti. I vettori, talvolta chiamati vettori controvarianti,  sono definiti come elementi dello spazio tangente, mentre i covettori, spesso indicati vettori covarianti, ma più comunemente vettori duali o uno-forme, appartengono allo spazio cotangente, che è duale rispetto allo spazio tangente.
Nel punto {\displaystyle \,p}, gli spazi vettoriali tangente e cotangente possono essere utilizzati per costruire tensori di tipo {\displaystyle \,(r,s)}, Questi tensori sono mappe multilineari di valore reale che operano sulla somma diretta di {\displaystyle \,r} copie dello spazio cotangente e con {\displaystyle \,s} copie dello spazio tangente. L'insieme di tutte queste mappe multilineari forma uno spazio vettoriale, noto come spazio prodotto tensoriale di tipo {\displaystyle \,(r,s)} in {\displaystyle \,p} e denotato da {\displaystyle \,(T_{p})^{r}{}_{s}M}. Se lo spazio tangente è n-dimensionale, si può dimostrare che {\displaystyle \dim(T_{p})^{r}{}_{s}M=n^{r+s}}.
Questo significa che la dimensione dello spazio prodotto tensoriale dipende dal numero di copie degli spazi tangente e cotangente utilizzati nella costruzione del tensore. In altre parole, l'operazione di costruzione dei tensori permette di combinare le informazioni geometriche fornite dagli spazi tangente e cotangente, creando una struttura matematica complessa e ricca di significato.
Nella letteratura della relatività generale, per convenzione si utilizza la sintassi componente per i tensori.
Un tensore di tipo {\displaystyle (r,s)} può essere scritto come
{\displaystyle T\;\!=\;\!{T^{a_{1}\ldots a_{r}}}_{{b_{1}}\ldots {b_{s}}}{\frac {\partial }{\partial x^{a_{1}}}}\otimes \ldots \otimes {\frac {\partial }{\partial x^{a_{r}}}}\otimes dx^{b_{1}}\otimes \ldots \otimes dx^{b_{s}}}
dove {\displaystyle \;\!{\frac {\partial }{\partial x^{a_{i}}}}} è una base per lo spazio tangente i-esimo e {\displaystyle \;\!dx^{b_{j}}} una base per lo spazio cotangente j-esimo.
Dato che lo spazio-tempo si presume quadri-dimensionale, ogni indice su un tensore può essere uno dei quattro valori. Quindi, il numero totale di elementi che un tensore possiede è pari a 4R, dove R è la somma dei numeri di indici covarianti e controvarianti sul tensore (un numero chiamato rango del tensore).

### Tensori simmetrici e antisimmetrici
Alcune grandezze fisiche sono rappresentate da tensori che presentano componenti non indipendenti. Esempi significativi di tali tensori sono i tensori simmetrici e antisimmetrici. I tensori antisimmetrici, in particolare, sono comunemente utilizzati per rappresentare rotazioni, come il tensore di vorticità.
In un generico tensore di rango R in quattro dimensioni avente 4R componenti. Tuttavia, l'imposizione di vincoli come simmetria o antisimmetria riduce il numero di componenti distinte. Ad esempio, un tensore simmetrico {\displaystyle T} di rango 2 soddisfa {\displaystyle T_{ab}=T_{ba}}e possiede 10 componenti indipendenti. Al contrario, un tensore anitisimmetrico (obliquo-simmetrico) {\displaystyle P} di rango due soddisfa {\displaystyle P_{ab}=-P_{ba}} ed ha 6 componenti indipendenti. Per i ranghi superiori a 2, è necessario identificare le coppie di indici che rappresentano simmetria o antisimmetria.
Per ranghi superiori a 2, è necessario identificare esplicitamente le coppie di indici che presentano simmetria o antisimmetria.I tensori antisimmetrici di rango 2 rivestono un ruolo fondamentale nella teoria della relatività. L'insieme di tutti questi tensori, spesso denominati bivettori, forma uno spazio vettoriale di dimensione 6, comunemente chiamato spazio bivettoriale. Questo spazio è cruciale per descrivere fenomeni fisici complessi e le loro interazioni all'interno del contesto relativistico.

### Tensore metrico
Nella relatività generale, il tensore metrico è un oggetto centrale che descrive la geometria locale dello spazio-tempo. Esso può essere ottenuto ad esempio risolvendo l'equazione di campo di Einstein. Usando l'approssimazione del campo debole, il tensore metrico può anche essere interprestato come una rappresentazione del potenziale gravitazionale.
Il tensore metrico è un tensore simmetrico che svolge un ruolo cruciale nel sollevare e abbassare gli indici dei tensori, oltre a generare le connessioni usate per costruire le equazioni del moto delle geodetiche e il tensore di curvatura di Riemann.
Un modo opportuno per esprimere il tensore metrico è attraverso l'elemento di linea:
{\displaystyle ds^{2}=g_{ab}\,dx^{a}\,dx^{b}}
Questa espressione è stata utilzzata dai pionieri della geometria differenziale ed è equivalente alla notazione:
{\displaystyle g=g_{ab}\,dx^{a}\otimes dx^{b}}
Il tensore metrico è frequentemente rappresentato come una matrice {\displaystyle 4\times 4}.  Grazie alla simmetria della metrica, questa matrice risluta simmetrica e ha solo 10 componenti indipendenti.Questo aspetto è fondamentale per comprendere le proprietà geometriche e fisiche dello spazio-tempo nella relatività generale.

### Invarianti
Uno degli aspetti centrali della relatività generale è il concetto di invarianza delle leggi fisiche. Questa invarianza può essere descritta in vari modi, ad esempio attraverso la covarianza di Lorentz locale, il principio generale di relatività o la covarianza dei diffeomorfismi.
Una descrizione più esplicita può essere fornita attraverso l'uso dei tensori. La caratteristica cruciale dei tensori, utilizzata in questo approccio, è che una volta definita la metrica l'operazione di contrazione un tensore di rango R su tutti gli indici R produce un numero - un "invariante" - che è indipendente dal sistema di coordinate utilizzato per eseguire la contrazione. Fisicamente, questo significa che l'invariante calcolato da ciascun osservatore avrà lo stesso valore, suggerendo un significato intrinsecamente indipendente. Alcuni invarianti importanti nella relatività comprendono:
- Lo scalare di Ricci: {\displaystyle R\,=R^{ab}g_{ab}}
- Lo scalare di Kretschmann: {\displaystyle K\,=R^{abcd}R_{abcd}}

Altri esempi di invarianti nella relatività comprendono le invarianti elettromagnetiche e varie altre invarianti di curvatura; alcune di queste ultime trovano applicazione nello studio dell'entropia gravitazionale e nell'ipotesi di curvatura di Weyl.

### Classificazioni dei tensori
La classificazione dei tensori è un problema puramente matematico, ma nella relatività generale alcuni tensori con un'interpretazione fisica possono essere raggruppati in diverse forme che corrispondono a specifici fenomeni fisici.Esempi significativi di classificazioni utili nella relatività generale includono la classificazione di Segre del tensore energia-momento e la classificazione di Petrov del tensore di Weyl. Questi approcci consentono di identificare e analizzare le proprietà fisiche dei tensori in relazione a situazioni concrete.Esistono vari metodi per classificare questi tensori, alcuni dei quali si basano su invarianti tensoriali, offrendo così strumenti matematici per comprendere meglio le interazioni fisiche descritte dalla relatività generale. 

## Campi tensoriali nella relatività generale
I campi tensoriali su una varietà sono strutture matematiche che associano un tensore a ogni punto della varietà. Questa nozione può essere resa più precisa introducendo il concetto di fibrato, che, nel contesto attuale, implica la raccolta di tutti i tensori in tutti i punti della varietà, "legandoli" in un unico grande oggetto chiamato fascio tensoriale. Un campo tensoriale è quindi definito come una mappa della varietà al fascio tensoriale, essendo ogni punto {\displaystyle p} associato ad un tensore in {\displaystyle p}. 
La nozione di campo tensoriale è di fondamentale importanza nella relatività generale. Ad esempio, la geometria attorno a una stella è descritta da un tensore metrico in ogni punto, il quale fornisce il valore della metrica necessario per determinare i percorsi delle particelle materiali nello spazio-tempo. Un altro esempio significativo è rappresentato dai campi elettrici e magnetici, descritti dal tensore elettromagnetico, e dalla metrica in ogni punto attorno a un buco nero carico, che consente di calcolare il moto di una particella carica all'interno di tale campo. 
I campi vettoriali sono campi tensoriali di un unico rango controvariante. Nella relativià, i campi vettoriali rivestono un'importanza fondamentale e comprendono la quadri-velocità, {\displaystyle U^{a}={\dot {x}}^{a}}, che rappresenta la distanza percorsa in coordinate spaziali per unità di tempo proprio, la quadri-accelerazione {\displaystyle A^{a}={\ddot {x}}^{a}} e la quadri-corrente {\displaystyle \,J^{a}} che descrivono la densità di carica e la densità di corrente. Altri campi tensoriali di rilevanza fisica nella relatività includono:
- tensore energia impulso {\displaystyle \,T^{ab}}, un tensore simmetrico di rango due che descrive la densità di energia e il flusso di impulso.
- tensore del campo elettromagnetico {\displaystyle \,F^{ab}}, un tensore antisimmetrico di rango due, che rappresenta le componenti del campo magnetico ed elettrico.

Sebbene il termine "tensore" si riferisca a un oggetto definito in un punto specifico, è consuetudine riferirsi ai campi tensoriali su uno spazio-tempo (o su una regione di esso) semplicemente come "tensori".
In ogni punto di uno spazio-tempo dotato di metrica è possibile esprimere la metrica nella forma di Minkowski usando la legge di inerzia di Sylvester.

## Derivate tensoriali
Prima dell'avvento della relatività generale, i cambiamenti nei processi fisici erano generalmente descritti attraverso derivate parziali, come nel caso delle equazioni di Maxwell che governano i campi elettromagnetici. Anche nella relatività ristretta, le derivate parziali sono sufficienti per descrivere tali variazioni. Tuttavia, nella relatività generale è emerso che è necessario utilizzare derivate che siano anche tensori. Queste derivate presentano alcune caratteristiche comuni, tra cui la capacità di essere calcolate lungo le curve integrali dei campi vettoriali.
Il problema nella definizione delle derivate su varietà non piatte risiede nell'assenza di un metodo naturale per confrontare vettori in punti differenti. Pertanto, è necessaria una struttura aggiuntiva su una varietà generale per definire correttamente le derivate. Di seguito vengono descritte due importanti tipi di derivate che possono essere definite imponendo una struttura supplementare sulla varietà. 

### Connessioni affini
La curvatura dello spazio-tempo può essere descritta attraverso il trasporto parallelo di un vettore lungo una curva in esso. Una connessione affine è una regola che stabilisce come muovere un vettore lungo questa curva senza alterarne la direzione.
Per definizione, una connessione affine è una mappa bilinearee {\displaystyle \Gamma (TM)\times \Gamma (TM)\rightarrow \Gamma (TM)}, dove {\displaystyle \,\Gamma (TM)} rappresenta lo spazio di tutti i campi vettoriali sullo spazio-tempo. Questa mappa bilineare è caratterizzata da un insieme di coefficienti di connessione (noti anche come simboli di Christoffel), che specificano il comportamento delle componenti dei vettori di base durante il trasporto parallelo infinitesimale:
{\displaystyle \nabla _{e_{i}}e_{j}=\Gamma _{ji}^{k}e_{k}}
Nonostante il loro aspetto allettante, i coefficienti di connessione non sono componenti di un tensore. 
È importante sottolineare che, pur nella loro apparente semplicità, i coefficienti di connessione presentano caratteristiche distintive. In particolare, in ogni punto dello spazio-tempo esistono tre coefficienti di connessione indipendenti. Una connessione è definita simmetrica se i coefficienti soddisfano la condizione Γikj=Γkij. Inoltre, per ogni curva e per due punti A e B su questa curva, una connessione affine consente di mappare vettori dallo spazio tangente in A a vettori nello spazio tangente in B. Questo processo avviene attraverso un'equazione differenziale che calcola il vettore tangente alla curva nel punto considerato. Questa distinzione tra coefficienti di connessione e componenti tensoriali è fondamentale per comprendere le proprietà geometriche e fisiche dello spazio-tempo.
In generale, ci sono D3 coefficienti di connessione indipendenti in ogni punto dello spazio-tempo. La connessione è chiamata simmetrica se soddisfa la condizione:  {\displaystyle \Gamma _{ji}^{k}=\Gamma _{ij}^{k}}. Una connessione simmetrica ha i coefficienti {\displaystyle {\frac {D^{2}(D+1)}{2}}}.
Consideriamo una curva  {\displaystyle \gamma } e due punti {\displaystyle A=\gamma (0)} e {\displaystyle B=\gamma (t)} su questa curva. Una connessione affine consente di mappare vettori dello spazio tangente in A a vettori nello spazio tangente in B, attraverso la seguente relazione:
{\displaystyle X(t)\,=\Pi _{0,t,\gamma }X(0)},
e {\displaystyle \,X(t)} può essere calcolata risolvendo l'equazione differenziale
{\displaystyle {\frac {d}{dt}}X^{i}(t)=\nabla _{C(t)}X^{i}(t)=\Gamma _{jk}^{i}X^{j}(t)C^{k}(t)}
con {\displaystyle \,C^{j}(t)} che rappresenta il vettore tangente alla curva nel punto {\displaystyle \gamma (t)}.
Una connessione affine di particolare importanza nella relatività generale è la Connessione di Levi-Civita. Questa connessione è simmetrica e si ottiene trasportando parallelamente un vettore tangente lungo una curva, mantenendo costante il prodotto interno di tale vettore lungo la curva. I coefficienti di connessione risultanti, noti come simboli di Christoffel, possono essere calcolati direttamente dalla metrica. Per questa ragione, la Connessione di Levi-Civita è spesso chiamata connessione metrica.

### Derivata covariante
Supponiamo che {\displaystyle X} sia un punto, {\displaystyle {\vec {A}}} un vettore situato in {\displaystyle X}, e {\displaystyle {\vec {B}}} un campo vettoriale. Per differenziare {\displaystyle {\vec {B}}} in {\displaystyle X} lungo la direzione di {\displaystyle {\vec {A}}} in modo fisicamente significativo, è necessario sciegliere una connessione affine appropriata e considerare una curva uniforme parametrizzata {\displaystyle \gamma \,(t)} che soddisfi le condizioni richieste.
{\displaystyle X\,=\gamma (0)} e {\displaystyle {\vec {A}}={d \over dt}\gamma (0)}. 
La formula:
{\displaystyle \nabla _{\vec {A}}{\vec {B}}(X)=\lim _{\varepsilon \rightarrow 0}{\frac {\Pi _{(\varepsilon ,0,\gamma )}{\vec {B}}(\gamma (\varepsilon ))-{\vec {B}}(X)}{\varepsilon }}}
La derivata covariante di {\displaystyle {\vec {B}}} lungo {\displaystyle {\vec {A}}} associata con la connessione {\displaystyle \,\Pi } produce risultati che sono indipendenti dalla scelta della curva e quindi può essere considerata come una "definizione fisica" di una derivata covariante.
Può essere espressa usando coefficienti di connessione:
{\displaystyle \nabla _{\vec {Y}}{\vec {X}}=X^{a}{}_{;b}Y^{b}{\frac {\partial }{\partial x^{a}}}=(X^{a}{}_{,b}+\Gamma _{bc}^{a}X^{c})Y^{b}{\frac {\partial }{\partial x^{a}}}}
L'espressione fra parentesi, chiamata derivata covariante di {\displaystyle X} (rispetto alla connessione) e denotata da {\displaystyle \nabla {\vec {X}}}, è più spesso usata nei calcoli:
{\displaystyle \nabla {\vec {X}}=X^{a}{}_{;b}{\frac {\partial }{\partial x^{a}}}\otimes dx^{b}=(X^{a}{}_{,b}+\Gamma _{bc}^{a}X^{c}){\frac {\partial }{\partial x^{a}}}\otimes dx^{b}}
La derivata covariante di X può essere interpretata come un operatore differenziale che agisce su un campo vettoriale, trasformandolo in un tensore di tipo (1,1) (ossia "incrementando l'indice covariante di 1"). Questa operazione può essere generalizzata per agire sui campi tensoriali di tipo (r,s), portandoli a diventare campi tensoriali di tipo (r,s+1). Le nozioni di trasporto parallelo possono quindi essere definite in modo analogo a quanto avviene per i campi vettoriali. È importante notare che, per definizione, la derivata covariante di un campo scalare coincide con la sua derivata normale.
Nella letteratura, esistono tre metodi comuni per denotare la differenziazione covariante.
{\displaystyle D_{a}T_{d\dots e}^{b\dots c}=\nabla _{a}T_{d\dots e}^{b\dots c}=T_{d\dots e;a}^{b\dots c}}
Molte proprietà standard delle derivate regolari parziali si applicano anche alle derivate covarianti:
{\displaystyle \nabla _{a}(X^{b}+Y^{b})\,=\nabla _{a}X^{b}+\nabla _{a}Y^{b}}
{\displaystyle \nabla _{a}(X^{b}Y^{c})\,=Y^{c}(\nabla _{a}X^{b})+X^{b}(\nabla _{a}Y^{c})}
{\displaystyle \nabla _{a}(f(x)X^{b})\,=f\nabla _{a}X^{b}+X^{b}\nabla _{a}f=f\nabla _{a}X^{b}+X_{b}{\partial f \over \partial x^{a}}}
{\displaystyle \nabla _{a}(cX^{b})\,=c\nabla _{a}X^{b}}, se c è una costante
Nella relatività generale, ci si riferisce comunemente alla "derivata covariante" associata alla connessione affine di Levi-Civita. Questa connessione ha la proprietà di preservare la metrica durante il trasporto parallelo, il che implica che la derivata covariante di un tensore metrico (e del suo inverso) è zero. In altre parole, si può considerare il tensore metrico (e il suo inverso) come un fattore che viene portato dentro e fuori dalla derivata, consentendo così di innalzare e abbassare gli indici:
{\displaystyle \nabla _{a}T^{b}=\nabla _{a}(T_{c}g^{bc})=g^{bc}\nabla _{a}T_{c}}

### Derivata di Lie.
Un'altra derivata tensoriale importante è la derivata di Lie. Mentre la derivata covariante richiede una connessione affine per consentire il confronto tra vettori in punti diversi, la derivata di Lie utilizza una congruenza di un campo vettoriale per raggiungere lo stesso scopo. Il concetto di trascinamento di una funzione lungo una congruenza porta alla definizione della derivata di Lie, in cui la funzione trascinata viene confrontata con il valore della funzione originale in un dato punto. La derivata di Lie può essere definita per campi tensoriali di tipo (r,s) e, a questo proposito, può essere vista come una mappa che trasforma un tensore di tipo (r,s) in un altro tensore dello stesso tipo.
La derivata di Lie è di solitamente denotata da {\displaystyle {\mathcal {L}}_{X}}, dove {\displaystyle X} è il campo vettoriale lungo il quale viene calcolata la derivata di Lie.
La derivata di Lie di un tensore lungo un campo vettoriale può essere espressa in termini delle derivate covarianti di quel tensore e del campo vettoriale. In effetti, qualsiasi tipo di derivata può essere utilizzato, ma la derivata covariante è particolarmente utile poiché commuta con l'innalzamento e l'abbassamento degli indici. Inoltre, la derivata di Lie di uno scalare corrisponde esattamente alla derivata direzionale. 
{\displaystyle {\mathcal {L}}_{X}\phi =X^{a}\nabla _{a}\phi =X^{a}{\frac {\partial \phi }{\partial x^{a}}}}
Oggetti di rango superiore raccolgono ulteriori termini quando si prende la derivata di Lie. Ad esempio, la derivata di Lie di un tensore di tipo (0.2) è
{\displaystyle {\mathcal {L}}_{X}T_{ab}=X^{c}\nabla _{c}T_{ab}+(\nabla _{a}X^{c})T_{cb}+(\nabla _{b}X^{c})T_{ac}=X^{c}T_{ab,c}+X_{,a}^{c}T_{cb}+X_{,b}^{c}T_{ac}}
Più generalmente,
{\displaystyle {\mathcal {L}}_{X}T^{a_{1}\ldots a_{r}}{}_{b_{1}\ldots b_{s}}=X^{c}(\nabla _{c}T^{a_{1}\ldots a_{r}}{}_{b_{1}\ldots b_{s}})-(\nabla _{c}X^{a_{1}})T^{c\ldots a_{r}}{}_{b_{1}\ldots b_{s}}-\ldots -(\nabla _{c}X^{a_{r}})T^{a_{1}\ldots a_{r-1}c}{}_{b_{1}\ldots b_{s}}+}
{\displaystyle +(\nabla _{b_{1}}X^{c})T^{a_{1}\ldots a_{r}}{}_{c\ldots b_{s}}+\ldots +(\nabla _{b_{s}}X^{c})T^{a_{1}\ldots a_{r}}{}_{b_{1}\ldots b_{s-1}c}}
Uno degli usi principali della derivata di Lie nella relatività generale è lo studio delle simmetrie dello spazio-tempo, in cui vengono conservati tensori e altri oggetti geometrici. In particolare, la simmetria di Killing, che rappresenta la simmetria del tensore metrico sotto il trascinamento di Lie, è frequentemente osservata nell'analisi dello spazio-tempo. Utilizzando la formula precedentemente menzionata, possiamo esprimere la condizione che deve essere soddisfatta da un campo vettoriale affinché generi una simmetria di Killing. 
{\displaystyle {\mathcal {L}}_{X}g_{ab}=0}
{\displaystyle \nabla _{a}X_{b}+\nabla _{b}X_{a}=0,} che è equivalente a {\displaystyle X^{c}g_{ab,c}+X_{,a}^{c}g_{bc}+X_{,b}^{c}g_{ac}\,=0.}

## Tensore di curvatura di Riemann
Un aspetto cruciale della relatività generale è il concetto di varietà curva. Un modo utile per misurare la curvatura di una varietà è attraverso un oggetto chiamato tensore di Riemann. 
Questo tensore quantifica la curvatura utilizzando una connessione affine che considera l'effetto del trasporto parallelo di un vettore tra due punti lungo due curve diverse. La discrepanza tra i risultati ottenuti da questi due percorsi di trasporto parallelo è essenzialmente misurata dal tensore di Riemann.
La proprietà del tensore di Riemann può essere utilizzata per descrivere come le geodetiche inizialmente parallele divergano. Questo fenomeno è espresso tramite l'equazione di deviazione geodetica e implica che le forze mareali sperimentate in un campo gravitazionale sono il risultato della curvatura dello spazio-tempo
.Utilizzando la procedura sopra descritta, il tensore di Riemann è definito come un tensore di tipo (1,3) e, una volta completamente esplicitato, contiene i simboli di Christoffel. Il tensore di Riemann ha 20 componenti indipendenti; la tendenza verso lo zero di tutti questi componenti in una regione indica che lo spazio-tempo è piatto in quella zona. Dal punto di vista della deviazione geodetica, ciò significa che le geodetiche inizialmente parallele in quella regione dello spazio-tempo rimarranno parallele.
Il tensore di Riemann possiede diverse proprietà, talvolta indicate come simmetrie del tensore stesso. Di particolare rilevanza per la relatività generale sono le identità algebriche e differenziali di Bianchi.
La connessione e la curvatura di ogni varietà riemanniana sono strettamente correlate; la teoria dei gruppi di olonomia, che si basa sulle mappe lineari definite attraverso il trasporto parallelo attorno a curve sulla varietà, fornisce una descrizione approfondita di questa correlazione. 

## Tensore energia-impulso
Le sorgenti di un campo gravitazionale, che includono materia ed energia, sono rappresentate nella relatività generale da un tensore simmetrico di tipo (0,2) noto come tensore energia-momento, strettamente correlato al tensore di Ricci. Essendo un tensore di secondo rango in uno spazio quadridimensionale, il tensore energia-momento può essere visualizzato come una matrice 4x4. Tuttavia, non tutte le forme ammissibili di matrice, conosciute come forme di Jordan, possono verificarsi, poiché le condizioni energetiche a cui il tensore energia-momento deve conformarsi escludono alcune di queste forme.

### Conservazione dell'energia
Nella relatività generale, esiste una legge locale per la conservazione dell'energia-momento, che può essere espressa sinteticamente attraverso l'equazione tensoriale:
{\displaystyle T^{ab}{}_{;b}\,=0.}
La relazione corrispondente della conservazione dell'energia locale nella relatività speciale è:
{\displaystyle T^{ab}{}_{,b}\,=0.}
Questa espressione indica la regola empirica secondo cui le "derivate parziali si trasformano in derivate covarianti".

## Equazioni di campo di Einstein
Le equazioni di campo di Einstein (ECE) costituiscono il nucleo della teoria della relatività generale. Esse descrivono come massa ed energia, rappresentate nel tensore energia impulso, siano correlate alla curvatura dello spazio-tempo, rappresentata nel tensore di Einstein. Nella notazione con indici, le ECE possono essere scritte come segue
{\displaystyle G_{ab}+\Lambda g_{ab}={8\pi G \over c^{4}}T_{ab}}
dove {\displaystyle G_{ab}} è il tensore di Einstein, {\displaystyle \Lambda } è la costante cosmologica, {\displaystyle c} è la velocità della luce nel vuoto e {\displaystyle G} è la costante gravitazionale, che deriva dalla legge di gravitazione universale di Newton.
Le soluzioni delle Equazioni di Campo di Einstein (ECE) sono rappresentate da tensori metrici. Poiché le ECE sono equazioni differenziali non lineari relative alla metrica, la loro risoluzione può risultare complessa. Esistono diverse strategie per trovare tali soluzioni. Una di queste consiste nell'iniziare con un ansatz (o ipotesi) per la metrica finale, perfezionandolo fino a ottenere una forma sufficientemente specifica da supportare un sistema di coordinate, ma ancora abbastanza generale da generare un insieme di equazioni differenziali simultanee con incognite risolvibili. I tensori metrici ottenuti, nei casi in cui le equazioni differenziali risultanti possano essere risolte esattamente per una distribuzione fisicamente ragionevole di energia-momento, sono definiti soluzioni esatte. Esempi significativi di soluzioni esatte includono la soluzione di Schwarzschild e la soluzione di Friedmann-Lemaître-Robertson-Walker.

## Equazioni geodetiche
Una volta risolte le Equazioni di Campo di Einstein (ECE) per ottenere una metrica, è necessario determinare il moto degli oggetti inerziali nello spazio-tempo. Nella relatività generale, si assume che il moto inerziale avvenga lungo geodetiche dello spazio-tempo, che possono essere nulle o di tipo tempo, parametrizzate dal tempo proprio. Le geodetiche sono curve che trasportano parallelamente il loro vettore tangente {\displaystyle {\vec {U}}}, soddisfacendo la condizione, {\displaystyle \nabla _{\vec {U}}{\vec {U}}=0}. uesta condizione, nota come equazione geodetica, può essere espressa in un sistema di coordinate, {\displaystyle x^{a}} con il vettore tangente {\displaystyle U^{a}={\frac {dx^{a}}{d\tau }}}:
{\displaystyle {\ddot {x}}^{a}+{\Gamma ^{a}}_{bc}\,{\dot {x}}^{b}\,{\dot {x}}^{c}=0}
dove {\displaystyle {\dot {}}=d/d\tau }, τ parametrizza il tempo proprio lungo la curva, evidenziando la presenza dei simboli di Christoffel. Una caratteristica principale della relatività generale è quella di descrivere i percorsi di particelle e radiazioni nei campi gravitazionali. Ciò è realizzato dalla risoluzioni per le equazioni geodetiche.
Le ECE riguardano la distribuzione della materia (energia) e la curvatura dello spazio-tempo. La loro natura non lineare presenta sfide nel determinare il moto preciso della materia nello spazio-tempo risultante. Ad esempio, in un sistema composto da un pianeta in orbita attorno a una stella, il moto del pianeta è determinato risolvendo le equazioni di campo che considerano come tensore energia-momento la somma di quello del pianeta e della stella. Il campo gravitazionale del pianeta influisce sulla geometria complessiva dello spazio-tempo e, di conseguenza, sul moto degli oggetti. Pertanto, è ragionevole supporre che le equazioni di campo possano essere utilizzate per derivare le equazioni geodetiche. 
Quando il tensore energia-momento di un sistema rappresenta un fluido perfetto, si può dimostrare, utilizzando la legge di conservazione locale del tensore energia-momento, che le equazioni geodetiche sono soddisfatte in modo esatto.

## Formulazione lagrangiana
Il problema di derivare le equazioni di moto o di campo per ciascuna teoria fisica è di grande interesse per molti ricercatori. Uno dei metodi più comuni per ottenere queste equazioni è l'uso di tecniche di calcolo variazionale; in particolare, i Lagrangiani sono gli oggetti principali impiegati a questo scopo.
Questo approccio è considerato da molti scienziati un modo elegante per costruire una teoria, mentre per altri rappresenta semplicemente un metodo formale di espressione, poiché la formulazione lagrangiana viene spesso sviluppata dopo la definizione iniziale della teoria

## Tecniche matematiche per l'analisi degli spazio-tempo
Dopo aver delineato le strutture matematiche fondamentali utilizzate nella formulazione della teoria, vengono qui presentate alcune importanti tecniche matematiche impiegate nella ricerca sullo spazio-tempo. 

### Campi di sistema
Un campo di sistema è un insieme ortonormale di 4 campi vettoriali (1 di tipo tempo, 3 di tipo spazio) definiti su uno spazio-tempo. Ogni campo di sistema può essere pensato come rappresentante un osservatore nello spazio-tempo che si muove lungo curve integrali del campo vettoriale di tipo tempo. Ogni grandezza tensoriale può essere espressa in termini di campo di sistema, in particolare, il tensore metrico prende una forma particolarmente adatta. Quando si uniscono ai campi di co-sistema, i campi di sistema forniscono un potente strumento per analizzare gli spazio-tempo e interpretare fisicamente i risultati matematici.

### Campi vettoriali di simmetria
Alcune tecniche moderne per l'analisi dello spaziotempo si basano fortemente sull'utilizzo delle simmetrie spaziotemporali, generate da campi vettoriali (di solito definiti localmente) su uno spaziotempo specifico che conserva solo alcune delle caratteristiche fondamentali dello spaziotempo. I campi vettoriali di simmetria più comuni includono i campi vettoriali di Killing, che preservano la struttura metrica, e le loro generalizzazioni, noti come campi vettoriali di Killing generalizzati. Tali campi trovano ampia applicazione nello studio delle soluzioni esatte nella relatività generale. Inoltre, l'insieme di tutti questi campi vettoriali forma tipicamente un'algebra di Lie di dimensione finita.

### Problema di Cauchy
Il problema di Cauchy, talvolta noto come problema del valore iniziale, consiste nel tentativo di trovare una soluzione per un'equazione differenziale a partire da condizioni iniziali specifiche. Nel contesto della relatività generale, ciò implica la ricerca di soluzioni alle equazioni di campo di Einstein, che formano un sistema di equazioni differenziali parziali iperboliche, a partire da dati iniziali definiti su un'ipersuperficie. Lo studio del problema di Cauchy consente di formulare il concetto di causalità nella relatività generale e di "parametrizzare" le soluzioni delle equazioni di campo. Idealmente, si cerca di ottenere soluzioni globali; tuttavia, nella pratica, il miglior risultato ottenibile sono spesso soluzioni locali. In generale, la risoluzione di questo problema di valore iniziale richiede la scelta di particolari condizioni coordinate.

### Formalismo degli spinori
Gli spinori hanno numerose applicazioni significative nella relatività. Il loro utilizzo come metodo per l'analisi dello spaziotempo, in particolare attraverso le tetradi, è di grande importanza nel formalismo di Newman-Penrose.
Un'altra caratteristica interessante degli spinori nella relatività generale è la loro capacità di esprimere in modo sintetico alcune equazioni tensoriali. Ad esempio, la classificazione del tensore di Weyl, attraverso la determinazione dei vari tipi di Petrov, diventa notevolmente più semplice rispetto alle metodologie tensoriali tradizionali. 

### Calcolo di Regge
Il calcolo di Regge è un formalismo che suddivide una varietà lorentziana in "grandi blocchi" discreti, noti come blocchi simpliciali quadridimensionali. In questo approccio, le lunghezze dei bordi dei blocchi vengono considerate come variabili fondamentali. Una versione discreta dell'azione di Einstein-Hilbert si ottiene prendendo in considerazione i cosiddetti "angoli mancanti" di questi blocchi; un angolo mancante pari a zero corrisponde a una situazione priva di curvatura. Questo concetto innovativo trova applicazione nei metodi di approssimazione nella relatività numerica e nella gravità quantistica, con quest'ultima che utilizza una generalizzazione del calcolo di Regge. Questa versione migliora la chiarezza e la coerenza del testo, mantenendo il contenuto tecnico e preciso.

### Teoremi della singolarità
Nella relatività generale, emerge un nuovo concetto nel campo della fisica riguardante il collasso gravitazionale: in condizioni sufficientemente generali, questo fenomeno porta inevitabilmente alla formazione di una singolarità.

### Relatività numerica
La relatività numerica è un sottocampo della relatività generale che si occupa di risolvere le equazioni di Einstein mediante l'uso di metodi numerici. Tecniche come i metodi delle differenze finite, degli elementi finiti e pseudo-spettrali vengono utilizzate per approssimare le soluzioni delle equazioni differenziali alle derivate parziali coinvolte. Le nuove tecniche sviluppate in questo campo includono il metodo della recisione e il metodo della puntura, che affrontano le singolarità che si manifestano negli spazi-tempo dei buchi neri. I temi di ricerca più comuni comprendono lo studio dei buchi neri e delle stelle di neutroni. 

### Metodi di perturbazione
La non-linearità delle equazioni di campo di Einstein porta spesso a considerare metodi di approssimazione per risolverle. Un approccio significativo in questo contesto è la linearizzazione delle equazioni di campo. A tal fine, trovano ampia applicazione tecniche derivate dalla teoria delle perturbazioni. 